# 黃穗文
黃穗文（葡萄牙語：Wong Soi Man，1967年—），廣東斗門人（今珠海市斗門區），生於廣州，為澳門特別行政區現任海事及水務局局長。

## 簡歷

### 學歷
生於廣州的黃穗文，1989年於中山大學獲電子系學士，及後於1995年獲澳門大學與葡萄牙國家行政學院合辦公共行政學碩士及瑞典世界海事大學海上安全管理碩士學位。

### 經歷
1996年至1998年7月期間先後擔任澳門港務局航海學校校長、准照暨登記廳廳長及副局長。1998年8月至1999年5月任澳門港務局副局長。1999年5月起擔任澳門港務局（即海事及水務局前身）局長，爲澳門最年輕政府官員。